# Gulfstaternas samarbetsråd
Gulfstaternas samarbetsråd (arabiska: مجلس التعاون لدول الخليج العربية; ofta förkortat till Gulfrådet eller bara GCC efter engelskas Gulf Cooperation Council) är ett mellanstatligt, politiskt och ekonomisk förbund mellan ett antal stater på arabiska halvön. Medlemmar är Kuwait, Saudiarabien, Bahrain, Qatar, Förenade Arabemiraten och Oman. Organisationen har sitt högkvarter i Riyadh och officiellt språk är arabiska.

## Historia
Gulfstaternas samarbetsråd bildades i Abu Dhabi år 1981 för att knyta samman de ingående länderna inför hotet man upplevde från Iran efter islamiska revolutionen 1979 och det sedan 1980 pågående Iran-Irakkriget. Man strävade både efter likriktad säkerhets- och finanspolitik och 1982 skrevs ett marknadsliberaliseringsavtal under av alla medlemsstater. Det militära samarbetet tog fart år 1984 då det grundades en gemensam militärstyrka på 10 000 man som stationerades vid den saudiska gränsen till Irak och Kuwait. Irak var associerad medlem fram till invasionen av Kuwait 1990.
Ett gemensamt patentkontor inrättades 1992 i Riyadh och en gemensam inre marknad skapades 2008. 2004 skrevs ett underrättelseavtal under i syfte att effektivare spåra och agera mot misstänkta terrororganisationer. Efter upproret i Bahrain 2011 sändes den gemensamma militära styrkan in för att krossa oroligheterna och undsätta myndigheterna vilket var första gången den användes.

## Samarbeten

### Ekonomiska
Det ekonomiska samarbetet är grundat i frihandelsområdet och gemensamma patentregler, försök att utveckla det till en fullskalig tullunion 2003 misslyckades när Bahrain slöt ett bilateralt frihandelsavtal med USA. 2009 började medlemsstaterna diskutera en framtida valutaunion som ytterligare ett steg i att fördjupa samarbetet över gränserna men av dessa planer har inget materialiserats, det ursprungliga målet att ha infört en gemensam valuta år 2010 sattes redan 1982 men den ekonomiska integrationen uteblev.
Europeiska ekonomiska gemenskapen slöt 1988 ett samarbetsavtal med Gulfstaternas samarbetsråd och från europeiskt håll försökte man de kommande 20 åren att få till stånd ett frihandelsavtal som skulle avreglera handeln mellan de två frihandelsområdena. År 2008 lades dock förhandlingarna om ett sådant gemensamt avtal på is. Trots det uppgick handeln mellan EU och Gulfrådet år 2012 till ett värde av 145 miljarder euro.

### Säkerhetspolitiska
Strategiskt ses samarbetet som en motvikt mot Irans inflytande i regionen och man har ett nära samarbete med USA, med vilken de enskilda medlemsstaterna också har goda bilaterala relationer. USA:s försvarsminister Chuck Hagel uppmanade 2013 Gulfrådet att öka sin import av amerikanskt krigsmateriel. Den gemensamma styrkans integrerade befälsstruktur är löst organiserad och har inga befogenheter över de enskilda medlemsstaternas nationella försvarsmakter i jämförelse med t.ex. Nato men kan ses som en politisk signal både till Iran och USA. Trots önskan att minska sitt militära beroende av USA är medlemsstaterna splittrade i vad som skulle kunna ersätta det existerande arrangemanget, och även i andra utrikespolitiska frågor råder djupt skilda åsikter.
De mindre medlemsstaterna är ovilliga att bilda en regelrätt militärallians av rädsla för att domineras av Saudiarabien och därför har bilaterala fördrag med USA fortsatt att vara den huvudsakliga komponenten i deras försvarspolitik.